# Remedios Loza
Francisca Remedios Loza Alvarado (La Paz, 21 de agosto de 1949-ib., 14 de diciembre de 2018), conocida también como Remedios Loza o comadre Remedios, fue una política, artesana y presentadora de televisión boliviana.
En 1989, se convirtió en la primera mujer de pollera en ocupar un curul en la Cámara de Diputados de Bolivia.

## Biografía
Remedios Loza nació el 21 de agosto de 1949 en la Zona Oeste de la ciudad de La Paz, específicamente en la calle Chorolque, aledaña a la plaza 14 de Septiembre, más conocida como Garita de Lima. Remedios fue hija de un sastre, el cual poseía un taller de sastrería y su madre era artesana y se dedicaba a la elaboración de artesanías para la feria de la Alasita.
Remedios fue la mayor de 11 hermanos, cinco de los cuales murieron en la infancia, y desde muy joven se dedicó al diseño y confección de polleras y mantas tradicionales de las cholas paceñas además de seguir con la tradición familiar de la artesanía típica de Alasitas.

### Artesana y comunicadora social
En 1965, a sus 16 años de edad, Remedios hace su incursión en el programa radial Sabor a tierra, conducido por el periodista Carlos Palenque en Radio Illimani donde se presenta como artesana integrándose más adelante como conductora tanto en radio como en televisión, dando inicio a una nueva forma de comunicación alternativa que marcaría pautas en el mundo de los medios en el futuro. El programa ofrecía también ayuda social, legal y médica a personas de bajos recursos económicos o con pocos conocimientos de sus derechos y de las leyes.
Con esto, Remedios Loza se convertiría en la primera mujer de pollera —eufemismo para referirse las cholas en Bolivia— en conducir un programa radial en primera instancia y más adelante televisivo en una época en la que la chola, denominación dada a las mujeres mestizas que conservaban la vestimenta tradicionalmente asignada, debía quitarse el sombrero para ingresar a oficinas públicas y su rol estaba limitado a actividades específicas. Con ella, se integraron al equipo Mónica Medina y Adolfo Paco dando paso así a un fenómeno comunicacional que llegaría a tener la mayor sintonía radial y televisiva en las décadas de 1980 y 1990 en la ciudad de La Paz.

### Política
Años después, en 1989, Loza ingresa a la política apoyando a su mentor Carlos Palenque consiguiendo una diputación por el departamento de La Paz, llegando a convertirse en la primera mujer de pollera en ocupar un curul en el parlamento boliviano de la historia, en dos gestiones durante las cuales representó a la nación en eventos internacionales relacionados con asuntos de género e indígenas como los «Parlamentos Indígenas Latinoamericanos» de los cuales fue presidenta en 1992 y el «Encuentro Internacional de Mujeres» en China, además, se hizo cargo de la «Comisión de la Mujer» desde donde dio apoyo a mujeres de todas las clases sociales y con distintas problemáticas.
Presentó también el proyecto de ley para los derechos de las trabajadoras del hogar logrando su aprobación en pos de reivindicaciones para las trabajadoras del hogar. En medio de esto, la abrupta muerte de Carlos Palenque en 1997 —hecho que le causa profundo dolor— provocaría su elección como jefa del partido liderado por el extinto Palenque: CONDEPA, por el cual se presentaría como candidata a la presidencia en las elecciones de 1997 obteniendo el tercer puesto en los resultados electorales, siendo también elegida de nueva cuenta como diputada de la nación.
En las elecciones nacionales de 1997, Loza sería pionera en un ámbito más grande dado que fue la primera mujer candidata a la presidencia, pisando un terreno inexplorado para las mujeres a nivel general hasta entonces.
En esta última gestión, su labor continuó con la misma visión: apoyo a las mujeres y los indígenas, propagación de la cultura y las lenguas aimarás en el mundo de los medios y, por encima de todo, la revalorización de la mujer de pollera en todos los ámbitos, pese a los prejuicios racistas y clasistas dominantes en el momento.
Tras la victoria de ADN en las elecciones de 1997, CONDEPA se une a la llamada «mega-coalición» pero los conflictos internos surgen entre Remedios Loza y la hija del extinto Palenque, Verónica Palenque; el partido se dividiría así en dos facciones donde las acusaciones mutuas y comportamientos alborotadores dieron paso a la expulsión de CONDEPA de la mega-coalición lo que significó el golpe mortal para el partido populista de la década.

#### Retiro de la política
Loza, al finalizar su gestión parlamentaria (1997-2002), decide retirarse de la política y aunque CONDEPA se lanzaría a elecciones de nuevo, esta vez sería sin su «símbolo», un título que Carlos Palenque le habría dado a Loza cuando se fundó el instrumento político. Tras su salida de la política, Loza retorna a los medios esta vez administrando su propio Sistema de Comunicaciones Andina donde continúa conduciendo un programa con los mismos tintes que La tribuna libre, propagando la cultura y el acervo autóctono.
A lo largo de toda su carrera, Loza nunca dejó de ser artesana, todos los años y a pesar de la falta de tiempo por causa de sus obligaciones como parlamentaria, preparaba los sombreros en miniatura que exponía en la feria de Alasitas. En 2006, abandonó definitivamente los medios de comunicación y se dedicó por entero a su labor como artesana.
De vez en cuando, acudía a entrevistas para hablar de su experiencia como parlamentaria y del proyecto político que fundó con Palenque y sus coreligionarios; decía que no volverá a la política y todavía derramaba lágrimas cuando le pedían que hable del Compadre; hablaba también de su joya preciada, su hija Sayuri Loza con quien vivía en su residencia de la zona El Tejar.
Su última aparición en público fue el 7 de noviembre de 2018, cuando la Asamblea Legislativa Plurinacional de Bolivia la condecoró por ser la primera mujer de pollera que ejerció el cargo de diputada por ese país. En dicho acto la "Comadre" como se la conocía pidió a los legisladores cuidar la democracia en un emotivo discurso.
Falleció el 14 de diciembre de 2018 a causa de un cáncer de estómago.

## Reconocimientos
En 2018 recibió el reconocimiento de  Orden Parlamentaria al Mérito Democrático "Marcelo Quiroga Santa Cruz" por parte de la Cámara de Diputados de Bolivia. Posteriormente fue declarada póstumamente Hija predilecta de La Paz en 2023.